# Elana Meyer
Elana Meyer-van Zijl (Albertinia, 10 oktober 1966) is een voormalige Zuid-Afrikaanse langeafstandsloopster. Van 1991 tot en met 1995 en van 1997 tot en met 2007 was ze wereldrecordhoudster op de halve marathon. In totaal verbeterde zij dit wereldrecord viermaal. De laatste maal realiseerde ze op 15 januari 1999 in Tokio een tijd van 1:06.44. Dit record werd ten slotte in 2007 verbeterd door Lornah Kiplagat.

## Loopbaan
Op de Olympische Spelen van Barcelona in 1992 won Meyer een zilveren medaille op de 10.000 m achter de Ethiopische Derartu Tulu (goud) en voor de Amerikaanse Lynn Jennings (brons).
Elana Meyer liep tot eind jaren negentig voornamelijk wedstrijden op de 1500 m en de 10.000 m. Daarna specialiseerde ze zich in de halve en hele marathon. Ze werd meer dan twintigmaal Zuid-Afrikaans kampioene op diverse afstanden. Naast haar wereldrecord op de halve marathon heeft zij vanaf 1991 tot februari 2006 met 46.57 ook het wereldrecord op de incourante 15 km in handen gehad.
In 1994 werd Meyer derde en in 1995 tweede op de Boston Marathon. Ook werd Elana Meyer dat jaar wereldkampioene halve marathon. In 1998 behaalde ze een derde plaats op de Chicago Marathon. Ze won driemaal de halve marathon van Tokio en driemaal de halve marathon van Sendai.
In 2005 maakte Elana Meyer bekend, dat zij zich uit de topsport terugtrok.

## Titels
- Wereldkampioene halve marathon - 1994
- Afrikaans kampioen 1500 m - 1992, 1993,
- Zuid-Afrikaans kampioene 1500 m - 1985, 1992
- Zuid-Afrikaans kampioene 3000 m - 1987, 1988, 1989, 1992, 1993,
- Zuid-Afrikaans kampioene 10.000 m - 1991, 1999, 2000, 2001
- Zuid-Afrikaans kampioene halve marathon - 1990, 1991, 1999
- Zuid-Afrikaans kampioene veldlopen - 1987, 1988, 1989, 1990, 1991, 1993,

## Wereldrecords
| Afstand        | Prestatie | Datum      | Plaats      |
| -------------- | --------- | ---------- | ----------- |
| halve marathon | 1:07.59   | 18.05.1991 | East London |
| 15 km          | 46.57     | 02.11.1991 | Kaapstad    |
| halve marathon | 1:07.36   | 09.03.1997 | Kioto       |
| halve marathon | 1:07.29   | 08.03.1998 | Kioto       |
| halve marathon | 1:06.44   | 15.01.1999 | Tokio       |

## Persoonlijke records
Baan
| Onderdeel   | Prestatie            | Datum             | Plaats         |
| ----------- | -------------------- | ----------------- | -------------- |
| 800 m       | 2.06,23              | 1985              |                |
| 1000 m      | 2.43,63              | 1987              |                |
| 1500 m      | 4.02,15              | 21 maart 1992     | Kaapstad       |
| 1 Eng. mijl | 4.30,21              | 7 maart 1989      | Port Elizabeth |
| 3000 m      | 8.32,00 (nat. rec.)  | 29 april 1991     | Durban         |
| 5000 m      | 14.44,05 (nat. rec.) | 22 juli 1995      | Hechtel        |
| 10.000 m    | 30.52,51 (nat. rec.) | 10 september 1994 | Londen         |

Weg
| Onderdeel      | Prestatie                  | Datum           | Plaats     |
| -------------- | -------------------------- | --------------- | ---------- |
| 10 km          | 31.13 (nat. rec.)          | 14 oktober 2001 | Boedapest  |
| 15 km          | 46.57 (ex-WR; nat. rec.)   | 2 november 1991 | Kaapstad   |
| 10 Eng. mijl   | 52.16                      | 8 april 2001    | Washington |
| halve marathon | 1:06.44 (ex-WR; nat. rec.) | 15 januari 1999 | Tokio      |
| marathon       | 2:25.15 (nat. rec.)        | 18 april 1994   | Boston     |

## Prestaties

### 5000 m
- 1999:  Afrikaanse Spelen

### 10.000 m
- 1992:  OS - 31.11,75
- 1994:  Gemenebestspelen - 32.06,02
- 1994:  Wereldbeker - 30.52,51
- 1995: 5e WK - 31.31,96
- 1997: 17e WK - 33.05,82
- 2000: 8e OS - 31.14,70

### 15 km
- 1998:  15 km van Hohenort

### halve marathon
- 1994:  WK in Oslo - 1:08.36
- 1998:  WK in Uster - 1:08.32
- 1999: 7e WK in Palermo - 1:10.20
- 2000:  Halve marathon van Sendai - 1:09.04
- 2001: 6e WK in Bristol - 1:08.56
- 2001:  Halve marathon van Sendai - 1:10.12
- 2002:  Halve marathon van Sendai - 1:11.54

### marathon
- 1994  Boston Marathon - 2:25.15
- 1995  Boston Marathon - 2:26.51
- 1996: DNF OS
- 1997  Boston Marathon - 2:27.09
- 1997 5e marathon van Tokio - 2:31.00
- 1998  Chicago Marathon - 2:27.20
- 1999  Chicago Marathon - 2:27.17
- 1999 5e Londen Marathon - 2:27.18
- 2000 4e Chicago Marathon - 2:31.59
- 2000 10e Boston Marathon - 2:32.09
- 2001 10e New York City Marathon - 2:31.43
- 2001  marathon van Mazatlán - 2:32.53

### veldlopen
- 1993: 6e WK veldlopen - 20.18
- 1994: 6e WK veldlopen - 21.00

### overige afstanden
- 1996:  Bay to Breakers in San Francisco (12 km) – 38.56